# Ligia Montoya
Ligia Montoya, née en 1920 à Buenos Aires et morte le 4 avril 1967 au même lieu, est une bibliothécaire et pionnière de l'origami moderne.

## Biographie
Ligia Montoya naît en 1920 à Buenos Aires de parents espagnols. Durant la grande dépression, sa famille décide de rentrer en Espagne. Elle étudie les lettres et la philosophie à l'université de Salamanque et obtient sa licence. Là-bas, un de ses cousins lui apprend ses premiers pliages, et elle admire les plis de Miguel de Unamuno. Par ailleurs, Montoya tombe amoureuse d'un homme qui meurt dans la Guerre d'Espagne. En 1937, elle rentre en Argentine pour fuir la guerre.

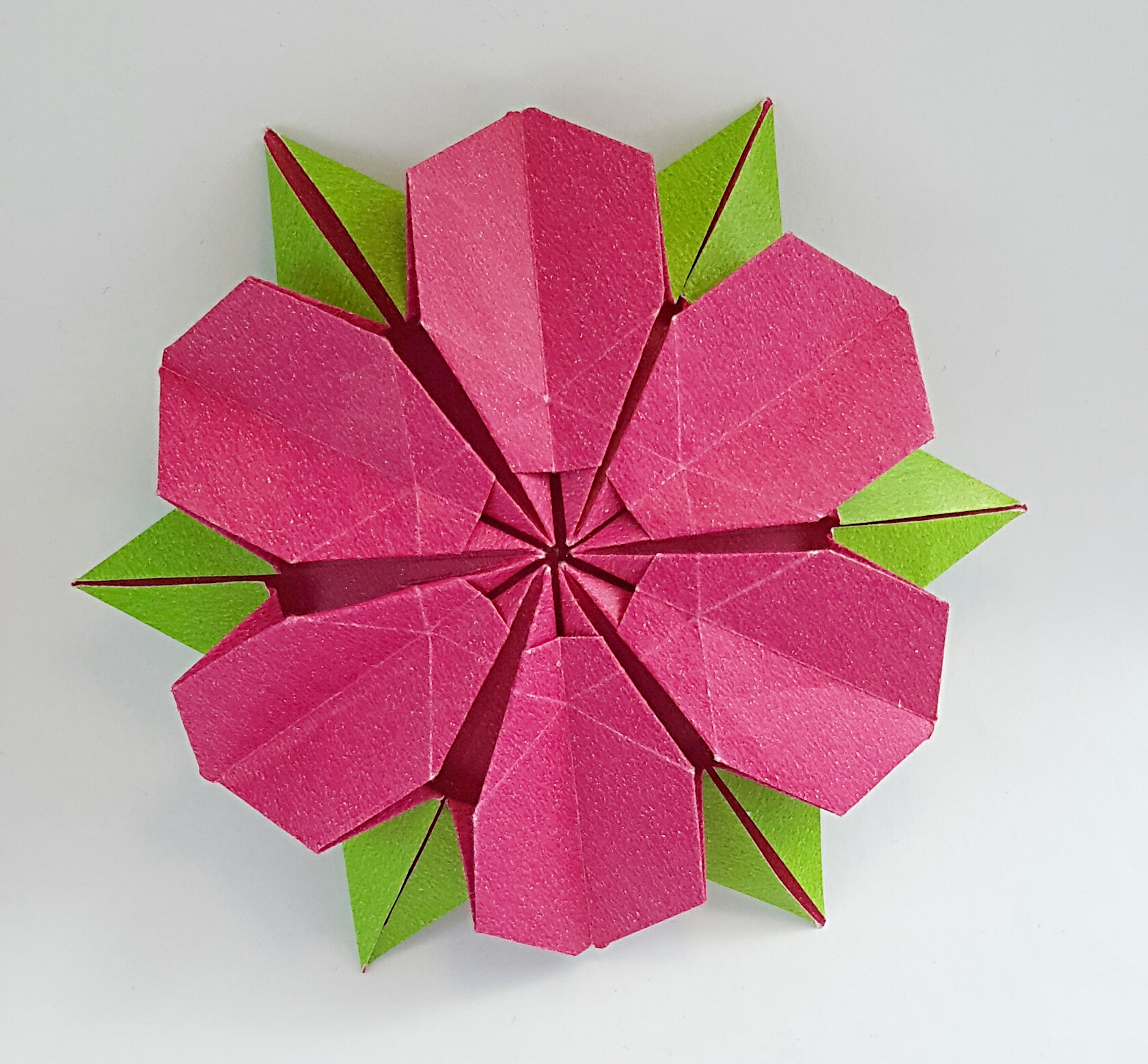
Modèle de fleur hexagonale par Ligia Montoya, dont les instructions sont publiées dans un livre de Nick Robinson.

À Buenos Aires, elle devient bibliothécaire à l'université. Elle passe ses étés à Piriápolis. En 1951, elle reçoit une lettre de Gershon Legman qui a entendu parler de ses pliages de papier, et qui voudrait qu'elle lui donne les contacts des plieurs qu'elle connaît en Argentine. À partir de ce moment, Montoya devient une des figures majeures d'un réseau international d'origamistes émergeant. Elle acquiert une réputation artistique et aussi en tant que passeuse de savoir. Elle correspond par exemple avec des enfants curieux, en leur envoyant des instructions en diagrammes, mais aussi avec des grands noms comme Alice Gray (en) ou Akira Yoshizawa.
En 1962, elle travaille avec l'odontologiste Vicente Solórzano Sagredo pour préparer la sortie d'un grand ouvrage d'origami. Elle dessine des centaines de diagrammes, mais à la parution du livre (en trois volumes avec un prologue chacun) elle découvre que son nom n'est nulle part crédité. Elle cesse alors de participer à des projets de publications. Elle meurt d'une longue maladie le 4 avril 1967.

## Postérité

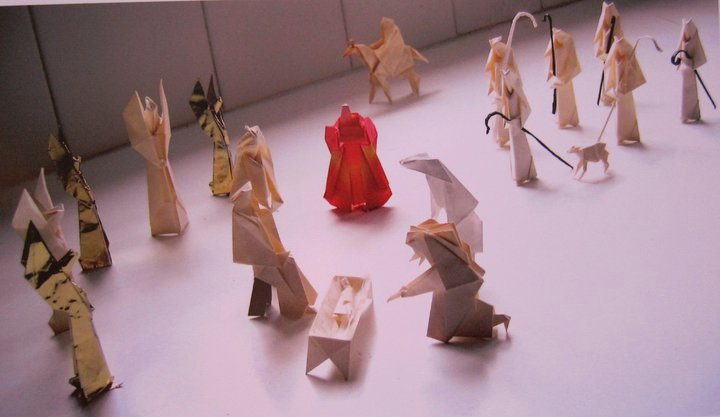
Crèche de Noël pliée d'après des modèles de Montoya.

Pendant les confinements liés à la pandémie de Covid-19, le musée de l'origami en Uruguay met en libre-accès sur Internet un livre biographique sur Ligia Montoya, écrit et publié par Laura Rozenberg.